# Hjallerup
Hjallerup es un pueblo danés perteneciente al municipio de Brønderslev, en la región de Jutlandia Septentrional.
Tiene 3823 habitantes en 2017, lo que lo convierte en la segunda localidad más importante del municipio tras la capital municipal Brønderslev.
La localidad es conocida por albergar cada año en junio el Hjallerup Marked, un mercado de caballos que se celebra desde el siglo XVIII.
Se ubica junto a la autovía E45, unos 15 km al noreste de Aalborg.